# Alfred Braunthal
Alfred Braunthal (geboren 10. Februar 1897 in Wien, Österreich-Ungarn; gestorben 4. Februar 1980 in Boston, Massachusetts, Vereinigte Staaten) war ein österreichisch-amerikanischer Sozialdemokrat, Gewerkschafter und Sozialwissenschaftler. Er befasste sich mit Fragen des Marxismus sowie mit Gegenständen der Beschäftigungs-, Gewerkschafts- und Lohnpolitik. Er war der Vater des Politologen Gerard Braunthal.

## Familie und Studium
Braunthal kam als fünftes von sechs Kindern jüdischer Eltern zur Welt. Sein Bruder Julius (1891–1972) und seine Schwester Bertha (1887–1967) gelangten später ebenfalls in Führungspositionen der Arbeiterbewegung.
Von 1917 bis 1920 studierte Braunthal Philosophie, Geschichtswissenschaft und Volkswirtschaftslehre in Wien und Berlin. 1920 promovierte er in seiner Geburtsstadt zum Dr. phil. mit einer Arbeit über die Geschichtsphilosophie von Karl Marx.
Seine erste Ehefrau Erna geb. Elkan verstarb nach der Geburt des zweiten Kindes bei einem Unfall. Braunthal heiratete daraufhin seine Schwägerin, Ernas jüngere Schwester Hildegard Elkan.

## Engagement in der Arbeiterbewegung
1921 trat er eine Stelle in der sozialdemokratischen Leipziger Volkszeitung an und schrieb über Finanzfragen. Im gleichen Jahr begann er eine Dozententätigkeit an der Heimvolkshochschule in Tinz bei Gera. Von 1925 bis 1928 leitete er diese der Sozialdemokratie nahestehende Bildungsstätte. In dieser Zeit verfasste Braunthal eine Schrift über die Entwicklungstendenzen der Weltwirtschaft. Sie wurde in der sozialistischen Bildungsarbeit verwendet, genauso wie seine Veröffentlichung von 1930, die sich der Wirtschaft der damaligen Gegenwart widmete und als sozialistisches Lehrbuch der Nationalökonomie konzipiert war.
Braunthal arbeitete ab 1929 an der Forschungsstelle für Wirtschaftspolitik. Diese Einrichtung wurde von den drei Säulen der sozialdemokratischen Arbeiterbewegung Deutschlands getragen – der SPD, dem Allgemeinen Deutschen Gewerkschaftsbund und Verbrauchergenossenschaften. 

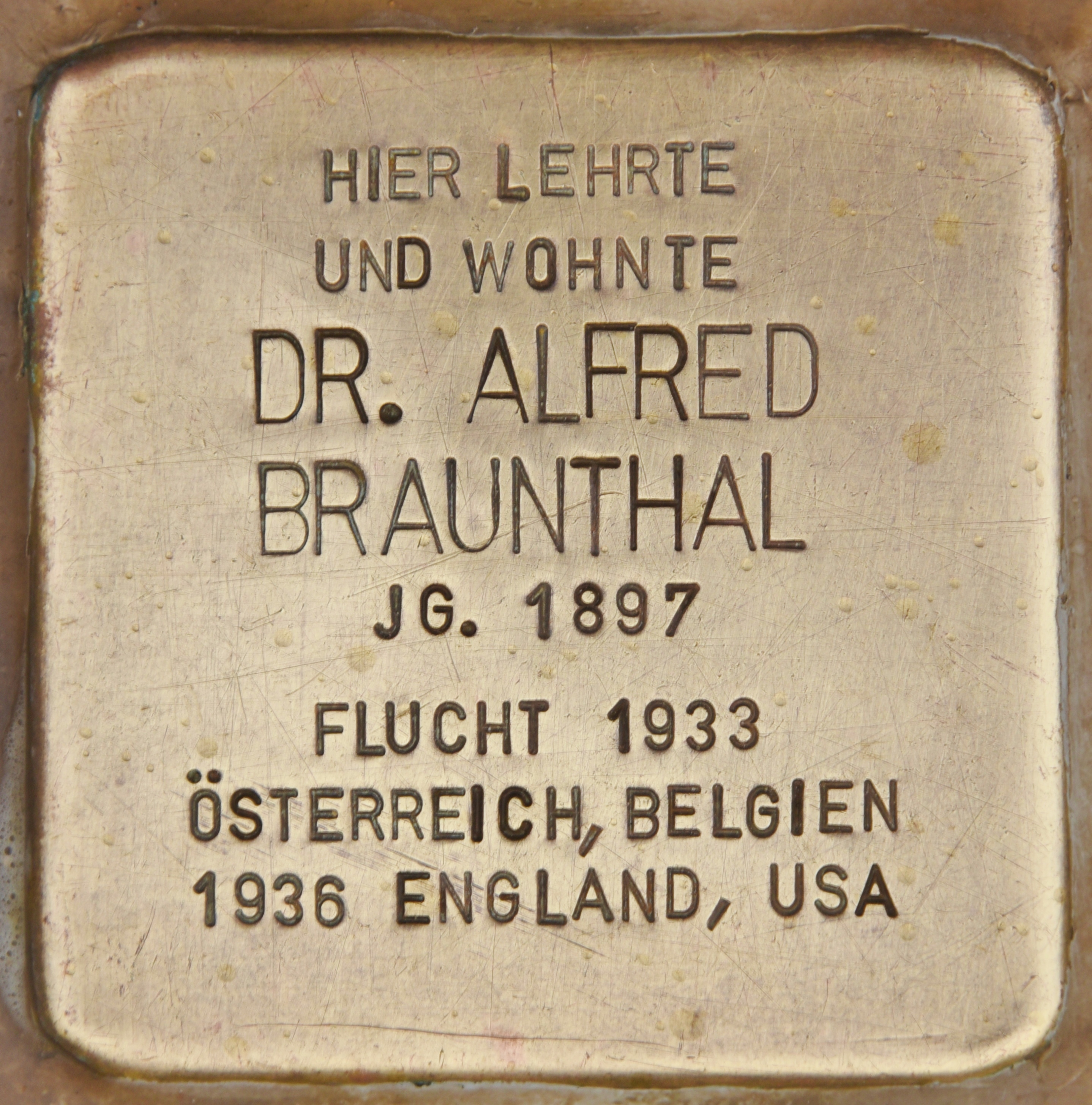
Stolperstein in Gera.

Nach der nationalsozialistischen Machtergreifung floh Braunthal nach Belgien. Dort lebte und arbeitete er  – unter anderem als Assistent des sozialistischen Theoretikers Hendrik de Man – bis 1936, 1935 unterbrochen von einem Studienaufenthalt an der London School of Economics. Im März 1936 emigrierte er endgültig in die Vereinigten Staaten, wo er sich zunächst in New York City ansiedelte.
Auch in der neuen Welt betätigte sich Braunthal in der Gewerkschaftsbewegung. Er diente der United Hatters, Cap and Millinery Workers International Union, die zur konservativen Gewerkschaft American Federation of Labor gehörte, als Forschungsdirektor. 1944 wurde Braunthal Forschungsbeauftragter der American Labour Conference on International Affairs. Daneben beteiligte er sich an der deutschen Emigrantenorganisation German Labour Delegation. Das Engagement Braunthals in der amerikanischen Gewerkschaftsbewegung dauerte bis 1949. Danach berief ihn der neu gegründete Internationale Bund Freier Gewerkschaften (IBFG) nach Brüssel, wo er von 1949 bis 1968 als Leiter der Wirtschafts- und Sozialabteilung wirkte. Gegen Ende seiner beruflichen Laufbahn war er dort Assistent des IBFG-Sekretärs.

## Entwicklung seiner Schriften
Vor der Emigration formulierte Braunthal seine Überlegungen aus einer marxistischen Position heraus. Eine dogmatische Anwendung entsprechender Theorien lehnte er jedoch ab. Er kritisierte beispielsweise das Festhalten an der Verelendungstheorie. Sie widerspreche der Wirklichkeit, werde aber nicht aufgegeben, sondern immer wieder nur neu interpretiert. In diesem Zusammenhang kritisierte er auch die  Imperialismustheorie von Rosa Luxemburg, sie sei nur eine gekünstelte Deutung einzelner Marx’scher Gedanken. 
Nach der Emigration veränderten sich der Inhalt und die Stoßrichtung seiner Schriften. Braunthal widmete sich stärker den praktischen Aufgaben und Problemen gewerkschaftlicher Politik. Konkrete Fragestellungen der Lohn- und Beschäftigungspolitik rückten in den Fokus. Braunthal richtete sich weniger an Marx und stärker an John Maynard Keynes aus. Seine wirtschaftspolitischen Forderungen wurden insgesamt moderater. Der Lohn war nun für Braunthal nicht mehr nur ein Nachfrage-, sondern auch ein Kostenfaktor. Braunthal riet auch für Phasen der Vollbeschäftigung, die die Arbeitsmarktposition der Arbeitnehmer stärkt und überdurchschnittliche Lohnsteigerungen ermöglicht, zu einer maßvollen Tarifpolitik.